# Postlow
Postlow es un municipio situado en el distrito de Pomerania Occidental-Greifswald, en el estado federado de Mecklemburgo-Pomerania Occidental (Alemania). Tiene una población estimada, a fines de 2021, de 294 habitantes.
Es parte de la colectividad de municipios (en alemán, amt) de Anklam-Land.